# Michael Silva
Michael Andrés Silva Torres (n. Placilla, V Región de Valparaíso, Chile, 12 de marzo de 1988) es un futbolista chileno. Juega de mediocampista y actualmente milita en San Antonio Unido de la Segunda División Profesional de Chile.

## Trayectoria
Comenzó a jugar al fútbol en el equipo amateur Unión, enfrentándose a equipos como Central Placilla, Juventud O'Higgins, Nueva Placilla, Las Tablas, Aguas Buenas y Placilla. Mientras tanto también jugaba en Santiago Wanderers desde los 7 años. A los 15 años, el director Técnico Yuri Fernández lo promueve al primer equipo dándose su debut como profesional el 30 de junio del 2004 en el torneo de apertura frente a Unión San Felipe.
El año 2007 es transferido al Atlante de México, tras negociaciones con la empresa Mercom quienes en su momento eran acreedores de su pase, pero fue enviado a préstamo al Club León de la liga de ascenso mexicana.
En el 2008 regresa a Chile pero esta vez jugando por Provincial Osorno. En el segundo semestre de ese año recala en la filial del Atlante, los Potros Chetumal. El Año 2009, es enviado a préstamo a Cobreloa donde logró un muy buen rendimiento pese a la mala campaña que logró el cuadro loino. Tras haber finalizado su préstamo el técnico Raúl Toro lo tenía en sus planes para la temporada 2010 pero tras problemas de dinero parte del club minero en busca de un nuevo club.
Tras su partida de Cobreloa sorpresivamente a mediados de diciembre regresa a su club formador, Santiago Wanderers, para afrontar la temporada 2010. En el regreso a su club formador tiene irregulares actuaciones muy lejanas a las que tuvo en un comienzo con este club y a las que tuvo en el club minero quedando en duda para las temporadas siguientes pero lograba renovar a último momento. Finalmente tras una temporada donde nuevamente no estaría a su mejor nivel no se le renueva su contrato.

## Selección nacional
Desde pequeño fue seleccionado Sub-16 participando en el Sudamericano de la Categoría historia que luego se repetiría en la categoría Sub-17. Luego el gran salto internacional lo daría en el Mundial Sub-20 del 2007 disputado en Canadá donde pese a haber sido banca logró realizar una buena actuación logrando junto con su selección el tercer lugar.
Tras el Mundial Sub-20 no fue llamado a la selección adulta como algunos compañeros de aquel equipo Sub-20. Su siguiente nominación a la selección chilena fue en el 2009 para disputar el Torneo Esperanzas de Toulon con la Selección Chilena Sub-21 donde lograron obtener el primer lugar venciendo a Francia en la final.

### Participaciones en Copas del Mundo
| Mundial                          | Sede   | Resultado    |
| -------------------------------- | ------ | ------------ |
| Mundial de Fútbol Sub-20 de 2007 | Canadá | Tercer lugar |

## Clubes
| Club                 | País   | Año           |
| -------------------- | ------ | ------------- |
| Santiago Wanderers   | Chile  | 2004-2007     |
| León (Cesión)        | México | 2007          |
| Provincial Osorno    | Chile  | 2008          |
| Potros Chetumal      | México | 2008          |
| Cobreloa (Cesión)    | Chile  | 2009          |
| Santiago Wanderers   | Chile  | 2010-2012     |
| Deportes Antofagasta | Chile  | 2013-2014     |
| Unión La Calera      | Chile  | 2014-2016     |
| San Marcos de Arica  | Chile  | 2017          |
| Ñublense             | Chile  | 2018          |
| Deportes La Serena   | Chile  | 2019          |
| Rangers              | Chile  | 2020-2021     |
| Deportes Iquique     | Chile  | 2021          |
| Deportes Melipilla   | Chile  | 2022          |
| San Antonio Unido    | Chile  | 2023-presente |